# 臺灣氣候變遷推估與資訊平台計畫
臺灣氣候變遷推估與資訊平台計畫（Taiwan Climate Change Projection and Information Platform, TCCIP）為中華民國國家科學及技術委員會的行政法人機構 - 國家災害防救科技中心所屬的計畫辦公室業務，目前更名為臺灣氣候變遷推估資訊與調適知識平台計畫。計畫目的主要在結合國家災害防救科技中心、中央氣象局與中央研究院環境變遷研究中心以及台灣氣候變遷研究學者，進行臺灣地區的氣候變遷分析與未來推估、降尺度技術發展以及極端氣候變異與災害衝擊評估等工作。

## 組織
計畫由國家科學委員會規劃協調委員會整合中央氣象局與中央研究院資源，再由國家實驗研究院下的國家災害防救科技中心成立計畫辦公室負責，執行分為三個工作小組
- TEAM1：區域氣候變遷分析與情境推估（小組召集人：許晃雄、劉紹臣）
- TEAM2：降尺度技術發展（小組召集人：陳正達）
- TEAM3：極端氣候變異與災害衝擊（小組召集人：葉克家）

## 合作單位
- 中華民國國家科學及技術委員會
- 交通部中央氣象局
- 中央研究院環境變遷研究中心 （页面存档备份，存于）
- 國家災害防救科技中心
- 經濟部水利署
- 臺北市立大學
- 國立臺灣大學
- 國立交通大學
- 國立臺灣師範大學

## 外部連結
- 臺灣氣候變遷推估與資訊平台計畫
- 官方网站